# 朝鮮総督府鉄道テホイ形蒸気機関車
朝鮮総督府鉄道テホイ形蒸気機関車は、かつて日本統治時代の朝鮮で朝鮮総督府鉄道が使用した客貨両用テンダ式蒸気機関車である。形式称号の「テホイ」とは、ホワイト式車輪配置4-6-0（日本式2C、アメリカ式「テンホイラー」）の第1形式であることを意味する。
アメリカのボールドウィン社で明治39年より製造され6両が輸入された。当初は飽和式で四気筒複式であったが、運転面でも保守面でも手を焼き増備はなされなかった。同時に二気筒単式のテホニも6両輸入され、こちらは引き続き増備されている。テホイも昭和4年から9年にかけて火室改造、昭和12年から13年にかけて過熱化とともに二気筒単式化改造がなされ、終戦時点でも全車が在籍していた。当初の機番号は301-306で、後に601-606となり、最終的にテホイ1-6となった。南北分断後、少なくとも3両が韓国側の鉄道庁で運用されていた模様である。

## 主要諸元
（何れも昭和20年時点）
- 車輪配列 : 2C(4-6-0)
- 使用圧力 : 14.0kg/cm2
- 最大気筒牽引力 : 12100kg
- 機関車重量(運転整備時) : 73.00t
- 炭水車重量(同上) : 44.50t
- 最大長 : 18,393mm
- 最大幅 : 3,050mm
- 最大高 : 4,274mm
- 動輪直径 : 1,680mm
- 許容最高速度 : 95km/h